# Título de la Casa Real
Un título de la Casa Real, también llamado título de la Casa o título de Familia, es un tipo especial de título nobiliario español. El uso de un título perteneciente a la Casa Real solo puede ser autorizado por el rey de España y únicamente a miembros de su familia. Además, estos títulos tienen un carácter graciable, personal y vitalicio.
Los títulos de la Casa Real no son regulados por las mismas normas que el resto de títulos nobiliarios, sino únicamente por el Real Decreto 1368/1987, de 6 de noviembre, sobre régimen de títulos, tratamientos y honores de la Familia Real y de los Regentes. Es este Real Decreto el que establece en su artículo sexto que el uso de estos títulos «solamente podrá ser autorizado por el Titular de la Corona a los miembros de su Familia». Además, define su carácter como «graciable, personal y vitalicio», es decir, que su autorización se basa en el derecho de gracia del rey, que únicamente puede ser ostentado por aquella persona a la que le fue concedido (ni siquiera por su consorte) y que se extingue tras el fallecimiento del agraciado, revirtiendo de nuevo a la Corona.
En la actualidad, dos personas están autorizadas para usar un título de la Casa Real:
- Margarita de Borbón, duquesa de Soria.
- Elena de Borbón, duquesa de Lugo.

## Títulos revertidos a la Corona
- Condado de Covadonga (1933-1938).
- Ducado de Segovia (1933-1975).
- Ducado de Cádiz (1972-1989).
- Ducado de Palma de Mallorca (1997-2015).
- Ducado de Badajoz (1967-2020).